# Zbaraż
Zbaraż (dawniej Nowy Zbaraż, ukr. Збараж) – miasto nad rzeką Gniezną (ukr. Гні́зна) w rejonie tarnopolskim, w obwodzie tarnopolskim, Ukrainy. Do 2020 siedziba rejonu zbaraskiego.
Do 1945 w Polsce, od grudnia 1920 w województwie tarnopolskim, siedziba powiatu zbaraskiego. Prywatne miasto szlacheckie położone było w XVI wieku w województwie wołyńskim. W mieście znajduje się stacja kolejowa. W mieście rozwinął się przemysł cukrowniczy, piwowarski oraz spirytusowy.

## Przynależność państwowa
- XIII-XIV w. – Księstwo halicko-wołyńskie
- od początku XIV wieku należał do Wielkiego Księstwa Litewskiego (Litwy)
- od 1569 do 1772 roku miasto w województwie wołyńskim w powiecie krzemienieckim w Rzeczypospolitej.
- w wyniku rozbiorów Polski znalazł się pod zaborem austriackim i do 1918 roku był miastem powiatowym w Królestwie Galicji i Lodomerii.
- od początku listopada 1918 do lata 1919 – miasto wchodzące w skład Zachodnioukraińskiej Republiki Ludowej
- od 3 grudnia 1920[8] do roku 1945 Zbaraż był miastem powiatowym w województwie tarnopolskim w powiecie zbaraskim w Polsce. Około 8 tys. jego mieszkańców stanowili Żydzi, Polacy i Ukraińcy.
- w latach 1945–1991 w granicach Ukraińskiej Socjalistycznej Republiki Radzieckiej w składzie ZSRR.
- Od 1991 roku w obwodzie tarnopolskim niepodległej Ukrainy, siedziba rejonu zbaraskiego.

## Historia

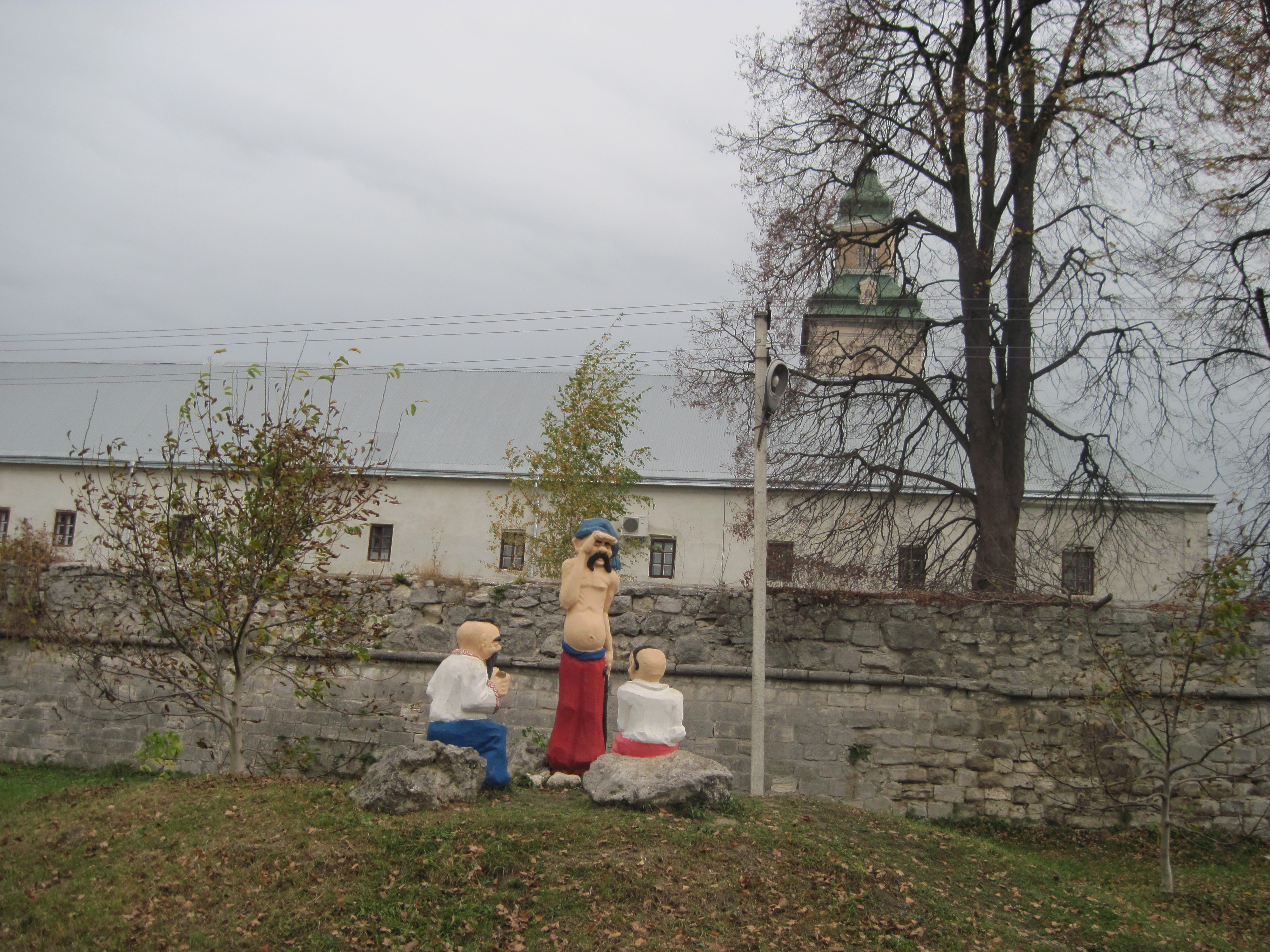
Rzeźby kozaków w Zbarażu

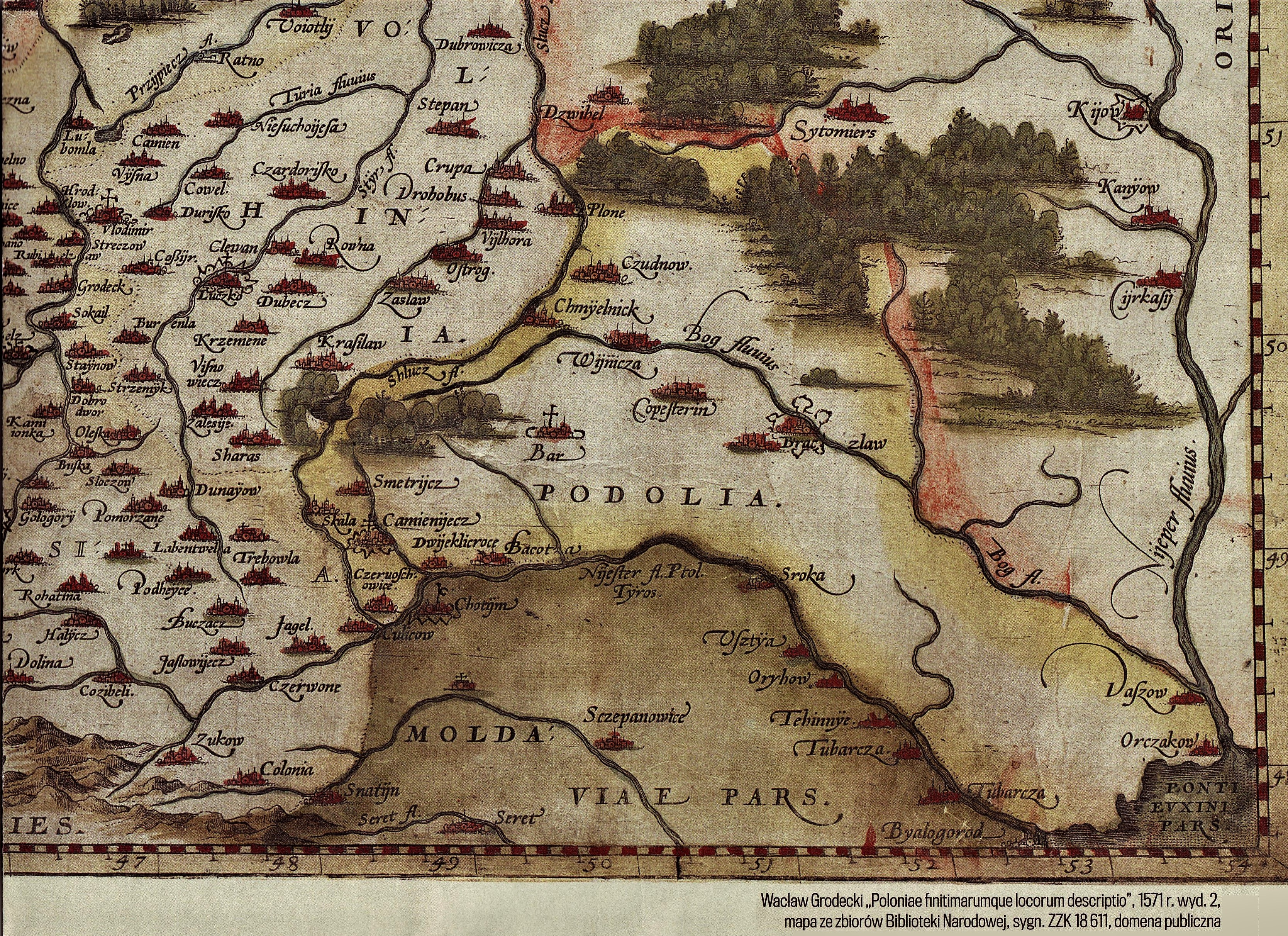
Sharas na mapie Wacława Grodeckiego, 1571, Poloniae finitimarumgue locarum descriptio

Wzmiankowany w 1212 roku jako ruski gród, pod którym toczyli walki Rurykowicze rywalizujący o tron halicki.
Zbaraż był główną siedzibą książąt Zbaraskich, ośrodkiem ich gniazdowej posiadłości (Księstwo Zbaraskie). Po ich wygaśnięciu wszedł w posiadanie rodów Bełżeckich i Skotnickich herbu Grzymała – po Katarzynie ze Zbaraskich Bełżeckiej, książąt Wiśniowieckich. Po śmierci księcia Dymitra Wiśniowieckiego (1631-1682) – drogą spadku – Zbaraż otrzymał Józef Potocki (1673-1751) herbu Pilawa.
Po raz pierwszy bronił się tu przed Tatarami w 1474 kniaź Wasyl Wasylewicz Nieświski. Zamek był wówczas drewniany i został spalony wraz z jego obrońcami.
Ponownie w roku 1589 odbudowanego zamku (także drewnianego) broni wojewoda bracławski Janusz Zbaraski, ponownie przed Tatarami. I tym razem twierdza została poważnie zniszczona. W 1626 powstaje nowy, tym razem murowany i dobrze ufortyfikowany zamek.
W 1649 miała tu miejsce słynna obrona zamku i miasta przed wojskami kozackimi i sprzymierzonymi z nimi Tatarami. Oblężony wówczas 14-tysięczny oddział polski bronił się pod dowództwem Jeremiego Wiśniowieckiego przez 43 dni (od 10 lipca do 22 sierpnia 1649) przed naporem liczącej 100–200 tys. żołnierzy armii kozacko-tatarskiej.
W 1651 Kozacy ponownie oblegali Zbaraż, zdobyli zamek i miasto. W 1675 roku zamek zdobyli Turcy, dokonując rzezi obrońców, mieszkańców biorąc w jasyr.
W 1689 odbudowany ze zniszczeń wojennych Zbaraż otrzymał magdeburskie prawa miejskie. Miasto było ponownie niszczone w 1707 roku (wojna północna) i 1734 roku.
Do rozwoju miasta przyczyniło się ustanowienie w Zbarażu siedziby powiatu (1867 r.) oraz przeprowadzenie linii kolejowej (1906). Liczba ludności miasta wzrosła do około 10 tys. Walki toczone podczas I wojny światowej ponownie obróciły miasto w ruinę, z której podnosiło się do 1939 roku.
Przed 1939 powstał w Zbarażu pomnik poległych z lat 1918–1919.
Zajęciu miasta przez Niemców w lipcu 1941 roku towarzyszył pogrom, podczas którego zabito ponad 40 Żydów, ponadto podczas okupacji Niemcy dokonali zagłady pozostałych zbaraskich Żydów. W 1942 roku w kilku deportacjach wywieźli do obozu śmierci w Bełżcu blisko 3 tys. Żydów, a ponad 1 tys. zabili na miejscu. Na przełomie września i października 1942 roku przesiedlili do Zbaraża Żydów z Podwołoczysk i okolicznych wsi, tworząc w grudniu 1942 roku getto liczące 1,5 tys. osób. 7 kwietnia 1943 roku rozstrzelali 1 tys. Żydów, a 19 czerwca 1943 roku ok. 500, likwidując tym samym getto. Żydów w Zbarażu ukrywały Polki Olga Pizuńska i Maria Zalwowska oraz Ukraińcy Stefan (Stepan) i Olha Drahanowie za co po wojnie Instytut Jad Waszem uhonorował ich tytułami Sprawiedliwych wśród Narodów Świata.
Podczas ataków banderowskich na Polakach w latach 1944–1945 Zbaraż był miejscem, do którego ściągali uchodźcy z okolicznych wsi. Do 1946 roku z dawnego powiatu zbaraskiego wysiedlono do Polski 12,5 tys. Polaków.

## Zabytki
- Zamek Zbaraskich z 1626 roku

- Klasztor oo. bernardynów z kościołem pw. śś. Antoniego i Jerzego – ufundowany w 1627 r. przez Jerzego Zbaraskiego[19], zniszczony w czasie wojny polsko-tureckiej w 1675[19]. Dotację w 1726 r. odnowił Józef Potocki. Na miejscu ruin został w 1755 r. zbudowany nowy klasztor i kościół. Projektantem i wykonawcą nowej świątyni był Jan Ganc ze Śląska. Świątynia otrzymała barokowy charakter, jej wnętrze zdobiło m.in. 13 ołtarzy i freski Śliwińskiego. W nawie głównej znajdowała się marmurowa tablica upamiętniająca setną rocznicę urodzin Adama Mickiewicza. Zarówno w okresie, gdy Zbaraż pozostawał pod zaborem austriackim, jak i w Polsce międzywojennej klasztor był znaczącym ośrodkiem życia zakonnego i siedzibą prowadzonych przez bernardynów szkół (szkoła główna od 1816, gimnazjum)[20]. W czasie obu wojen światowych zarówno kościół, jak i klasztor nie doznały większego uszczerbku. Początkiem ich zagłady stał się okres po przymusowym wysiedleniu z tamtych ziem Polaków, bez których opieki miejsca te były świadomie i sukcesywnie dewastowane zarówno przez władzę sowiecką, jak i miejscową ludność ukraińską. Ekspatriowani parafianie zabrali ze sobą łaskami słynący obraz Matki Bożej Zbaraskiej, będący XVI-wieczna kopia obrazu Matki Bożej Częstochowskiej. W 1970 r. obraz ten dekretem bp. Ignacego Tokarczuka, pochodzącego ze wsi Lubianki Wyższe k. Zbaraża, został umieszczony w parafii Matki Bożej Zbaraskiej w Prałkowcach[21]. Między 1945 a 1990 rokiem usytuowano w klasztorze zbaraskim szpital, a następnie mieściła się tutaj fabryka. Podobny los spotkał kościół, w którym umieszczono magazyn i niektóre pracujące urządzenia przykościelnej fabryki. Całkowicie zniszczono ołtarze, posadzki i podziemia kryjące szczątki mnichów. Z pierwotnego wyposażenie zdołało się uratować niewiele – tylko to, co udało się Polakom, wyjeżdżającym przymusowo ze swoich ziem ojczystych, przewieźć za Bug. Uratowane przedmioty złożono w bernardyńskich kościołach w Leżajsku, Rzeszowie i Alwerni. Po 1990 roku kompletnie zrujnowany kościół został oddany Bernardynom. Prace konserwatorskie jedynie częściowo przywróciły świątyni przedwojenny wdzięk. 3 września 2000 świątynia ponownie została uroczyście poświęcona przez metropolitę lwowskiego ks. abp. Mariana Jaworskiego. Osobny artykuł: Klasztor Bernardynów w Zbarażu.
- prawosławne seminarium duchowne pw. śś. Cyryla i Metodego, mieszczące się w budynku z XVIII w., wcześniej przytułek dla ubogich prowadzony przez felicjanki[4].
- cerkiew Przemienienia Pańskiego z XVII w.
- cerkiew Zaśnięcia Matki Bożej z XVIII w.[22]
- cerkiew Zmartwychwstania Pańskiego w stylu barokowym z XVIII wieku[23]
- synagoga z XVII wieku, po zniszczeniach i przebudowach utraciła walory zabytkowe[4].
- stary zamek Zbaraskich w Starym Zbarażu. Zniszczony podczas obrony Janusza Zbaraskiego przed Tatarami w 1589 r., nie odbudowany[24].

- pomnik Adama Mickiewicza ufundowany przez mieszkańców Zbaraża w setną rocznicę urodzin poety w 1898 r.; znajduje się w parku przyzamkowym. Był kilkakrotnie niszczony, a w 1920 roku bolszewicy wrzucili go do rzeki. Do 1939 roku stał w rynku w miejscu, w którym obecnie znajduje się pomnik Chmielnickiego. Latem 2015 r., w 160. rocznicę śmierci poety, przedstawiciele fundacji MOSTY z Otwocka oraz zespół polskich konserwatorów pod kierunkiem prof. Janusza Smazy przeprowadzili renowację pomnika, który uroczyście odsłonięto 29 sierpnia 2015 r.[25],[26]

## Pomniki współczesne
- pomnik Iwana Franki – ukraińskiego poety i pisarza
- pomnik Bohdana Chmielnickiego – hetmana zaporoskiego, dowódcy Kozaków
- pomnik Dmytra Klaczkiwskiego (odsłonięty w 1994) – dowódcy UPA, inicjatora mordów na ludności polskiej na Wołyniu
- pomnik ku czci rozstrzelanych Żydów, w pobliżu szpitala miejskiego[12]
- pomnik poległych i pomordowanych podczas II wojny światowej i pomnik ofiar terroru komunistycznego[4]

## Oświata
- Gimnazjum w Zbarażu

## Ludzie urodzeni w Zbarażu
- Ignacy Daszyński – polski polityk socjalistyczny, premier rządu lubelskiego w 1918, współzałożyciel PPSD, później PPS, marszałek Sejmu w latach 1928–1930,
- Antoni Trzaska Durski – naczelnik TG Sokół we Lwowie, naczelnik Związku Sokoła w Galicji, redaktor „Przewodnika Gimnastycznego Sokół”[27],
- Wilhelm Feldman – krytyk i historyk literatury,
- Ida Fink – polskojęzyczna pisarka pochodzenia żydowskiego,
- Mieczysław Hartleb – polski historyk literatury,
- Dmytro Klaczkiwski – dowódca UPA-Północ,
- Karol Kuryluk – polski dziennikarz i wydawca, społecznik i działacz kulturalny, minister kultury i ambasador,
- Kazimierz Zipser – polski inżynier kolejnictwa, rektor Politechniki Lwowskiej.

## Obywatele Honorowi miasta Zbaraża
- Jerzy Sewer Dunin Borkowski
- Karol Kaucki
- Eustachy Stanisław Sanguszko
- Hieronim Morawski – starosta powiatowy turczański[28]
- Edward Śmigły-Rydz – Marszałek Polski (1938)[28]

## Sport
W czasach II RP w mieście istniał klub piłkarski Kresowiacy Zbaraż.

## Miasta partnerskie
- Bolesławiec
- Głubczyce
- Miedźna

## Pobliskie miejscowości
- Berszada
- Podwołoczyska
- Rakowiec
- Tarnopol – stolica regionu
- Wiśniowiec